# ВК Ботев (Луковит)
ВК „Ботев“ (Луковит) е български волейболен клуб от Луковит.
Клубът е основан през 1993 г. Отборът играе мачовете си в спортната зала „Христо Ботев“. Състезава се в първия ешелон (Суперлигата) на българския волейбол през сезон 2011/2012 и 2013/2014. Играе в НВЛ Висша лига

## Успехи

### Мъже
- Шампион на 4-та дивизия – 2006/2007
- Вицешампион на Северна „А“ Елитна група на Финалния турнир, който се състои от 3 мача губи 2 мача срещу отбора на ТЕТЕВЕН ВОЛЕЙ и така отбора на ТЕТЕВЕН ВОЛЕЙ влиза във Висшата лига а на отбора от Луковит се налага да играе бараж с отбора на Миньор Перник, но мачът не се състои, тъй като федерацията увеличава броя на участниците в Суперлигата и така и двата отбора се класират директно за следващия сезон във Висшата лига – 2009/2010
- Шампион на НВЛ Висша лига – 2010/2011
- 12-о място 2011/2012 Суперлига
- 2-ро място 2012/2013 Висша лига
- 10-о място 2013/2014 Суперлига
- 3-то място 2014/2015 г. Висша лига
- 3-то място 2015/2016 Висша лига
- 7-о място 2016/2017 Висша лига
- 3-то място 2017/2018 Висша лига
- 5-о място 2018/2019 Висша лига
- 1-во място 2019/2020 Висша лига
- 12-о място 2020/2021 Суперлига

## Състав

### Мъже
| Номер | Име               | Националност |
| ----- | ----------------- | ------------ |
| 1     | Калоян Калчев     | България     |
| 2     | Красимир Димитров | България     |
| 3     | Йордан Георгиев   | България     |
| 4     | Иван Панков       | България     |
| 5     | Людмил Бенов      | България     |
| 6     | Иван Маринов      | България     |
| 7     | Теодор Чипилов    | България     |
| 8     | Пламен Тодоров    | България     |
| 9     | Цветослав Цаков   | България     |
| 10    | Мирослав Братанов | България     |
| 11    | Милен Симеонов    | България     |
| 12    | Николай Димитров  | България     |
| 14    | Борис Борисов     | България     |
| 17    | Валери Георгиев   | България     |

Треньор: Пламен Тодоров